# Route nationale 626
Pour les articles homonymes, voir Route nationale 626 (homonymie).
La route nationale 626 ou RN 626 était une route nationale française reliant Mimizan-Plage à Ajac. À la suite de la réforme de 1972, elle a été déclassée en RD 626 à l'exception du tronçon de Sabres à Perrègue qui a été renuméroté RN 134 et de celui de Lézat-sur-Lèze à Massabrac qui a été déclassé en RD 919. Mais après la création de la liaison de Langon à Blagnac pour le convoyage d'éléments de l'Airbus A380, le tronçon de Cazaubon à Eauze a été reclassé en RN 524. La section correspondant à la RN 134 a été déclassée en 2006.

## Ancien tracé de Mimizan-Plage à Ajac

### Ancien tracé de Mimizan-Plage à Vic-Fezensac (D 626, N 134 & N 524)
- Mimizan-Plage D 626
- Mimizan
- Aureilhan
- Saint-Paul-en-Born
- Pontenx-les-Forges
- Lüe
- Labouheyre
- Commensacq
- Sabres N 134
- Perrègue, commune de Sabres D 626
- Labrit
- Cachen
- Roquefort
- Saint-Justin
- Labastide-d'Armagnac
- Cazaubon N 524
- Eauze D 626
- Ramouzens
- Lannepax
- Vic-Fezensac

La RN 626 faisait tronc commun avec la RN 124 pour rejoindre Auch.

### Ancien tracé d'Auch à Escosse (D 626 & D 919)
- Auch D 626
- Pessan
- Castelnau-Barbarens
- Boulaur
- Saramon
- Mongausy
- Lombez
- Montpézat
- Pouy-de-Touges
- Gratens
- Lafitte-Vigordane
- Carbonne
- Lacaugne
- Lézat-sur-Lèze D 919
- Massabrac D 626
- Saint-Ybars
- Villeneuve-du-Latou
- Saint-Martin-d'Oydes
- Lescousse
- Escosse

La RN 626 faisait tronc commun avec la RN 119 pour rejoindre Mirepoix.

### Ancien tracé de Mirepoix à Ajac (D 626)
- Mirepoix
- Caudeval
- Gueytes-et-Labastide
- Peyrefitte-du-Razès
- Loupia
- Ajac